# 小笠原長保
小笠原 長保（おがさわら ながやす、1950年6月25日 - ）は、旧安志藩主小笠原家の第15代当主。
先代当主の父小笠原忠幸、およびその実弟の小笠原忠統（旧小倉藩小笠原家当主）と協力し、国際交流基金などと連携して海外への日本文化の紹介・交流に尽力した。
忠幸没後、旧安志藩小笠原家当主となった。